# Muncă (economie)

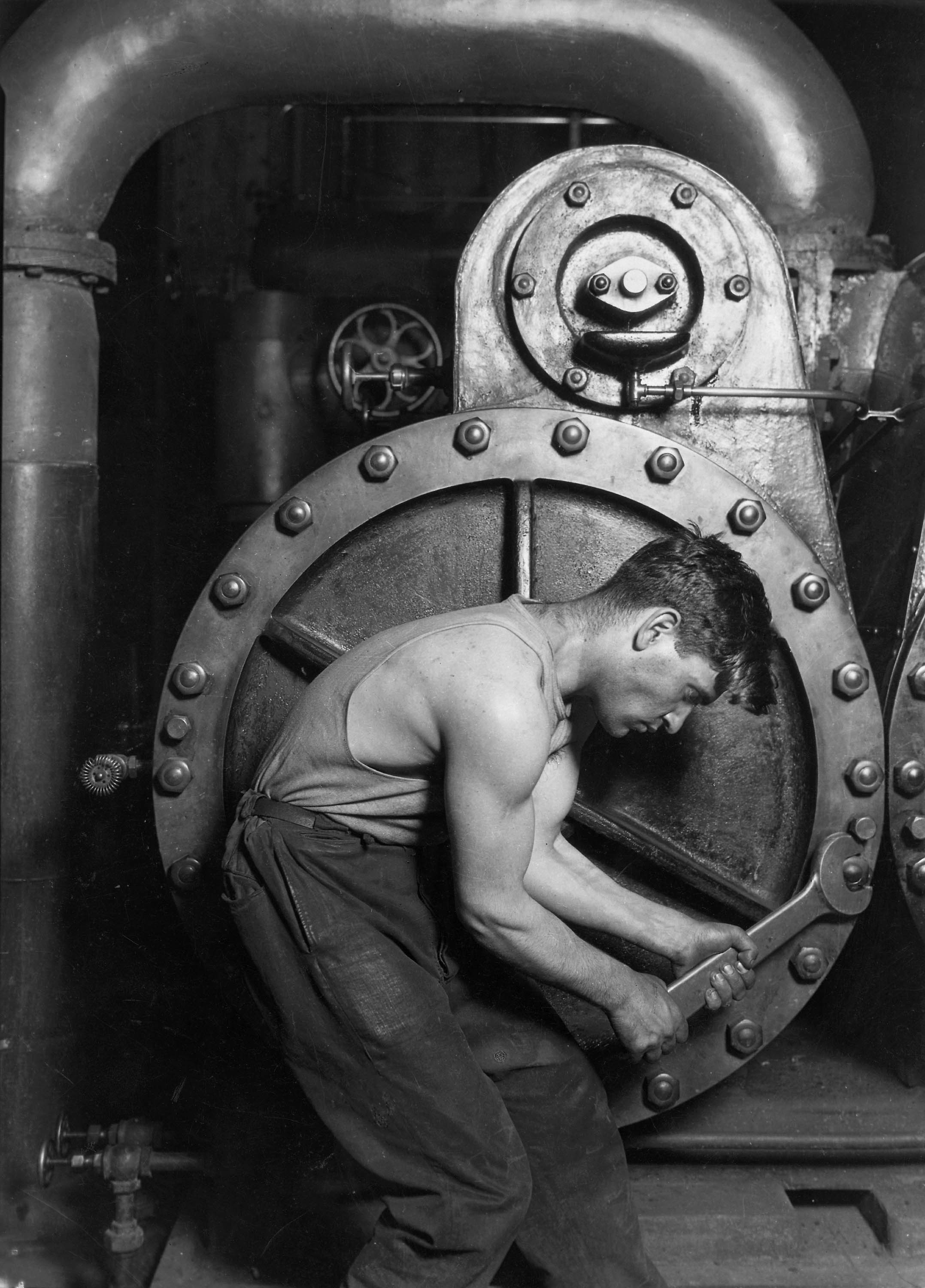
Lucrător (lăcătuș mecanic) aducând necesare ajustări, reglaje, unui motor cu abur. Fotografíe de Lewis Hine, 1920.

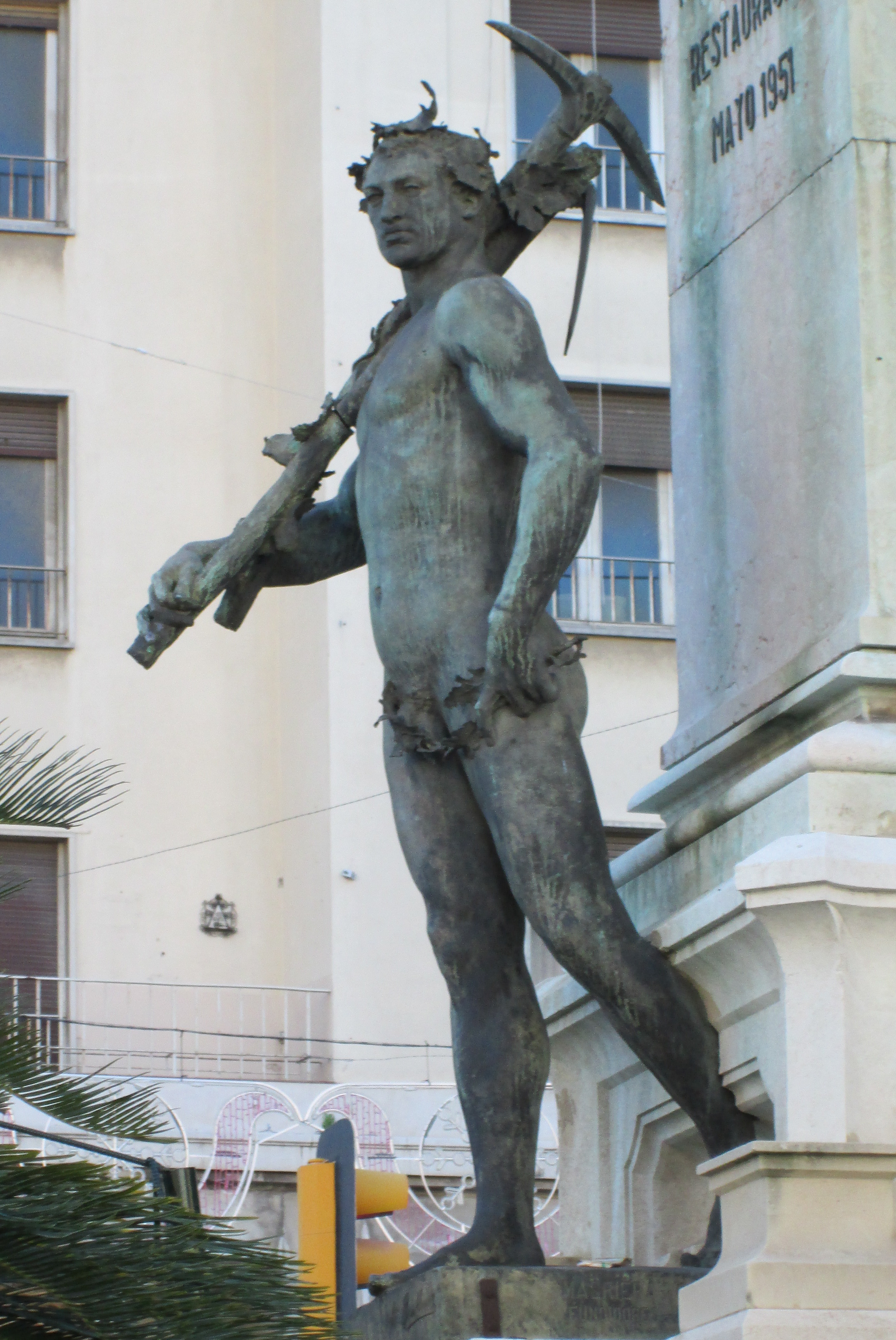
Alegoríe a muncii, parte componentă a monumentului marchizului de Larios (Málaga, Spania).

În economie, activitatea lucrativă numită muncă este o unitate de măsură a efortului lucrativ elaborat de catre ființele umane. Conform viziunii exprimate de economia neoclasică, activitatea lucrativă numită muncă, reprezintă unul dintre cei trei piloni (factori de producție), împreună cu pământul și cu capitalul, a ceea ce înseamnă producție.
De-a lungul istoriei, și coexistând între ele, au existat mai multe forme de organizare a muncii și a producției, precum sclavia, micul atelier al diferitelor meșteșuguri, starea de aservire, munca în arendă. Dar începând cu secolul al XIX-lea și cu revoluția industrială, fără a dispărea celelalte informale forme de organizare a muncii, activitatea lucrativa salariata a devenit, și este, forma dominantă. Termenul muncă poate, de asemenea, se referă la piața forței de muncă (ex. popular nu se spune "merg la uzină" ci "merg la muncă")
De la apariția economiei marxiste, cu utilizarea termenului muncă se face referire la concepte precum forța de muncă sau/și la teoria valoare - muncă. 
Conceptul salariu reprezinta valoarea activității lucrative elaborată de un salariat în piața forței de muncă, valoare determinată în cadrul unui contract de muncă, ce se poate realiza de forma individuală (contract individual de muncă) sau de forma colectivă (contract colectiv de muncă).
În prezent, continuă să existe încă forme de sclavie, forme coexistând cu formalizata muncă salariată, precum asa-zișii "lucrători autonomi" (profesii liberale, comercianți, etc.), munca de supraviețuire (la negru), unde operează o formă de salariu, dar care scapă legitimului circuit fiscal), aservirea (dependența), precum și un nivel ridicat al șomajului (unde predomină forma lui salarială, retribuită). 
Conceptul muncă este, în esență, relationat cu industria construcțiilor și cu uzul diferitelor scule și instrumente, și, prin urmare, relaționat cu tehnica și tehnologia, precum și cu proiectarea diferitelor forme de procese de muncă și de producție (a se vedea: fordism, taylorism, toyotismo). 
În general, marii economiști (Adam Smith, David Ricardo, etc) au acordat conceptului muncă un loc central în teoriile lor. Printre acești economiști, au fost Karl Marx și John Maynard Keynes , care și-au dezvoltat ale lor teorii economice centrând concomitent pe forța de muncă și pe ocuparea posturilor de muncă cu aceste forțe de muncă.
În prezent, există o activitate este considerată drept muncă (activitate lucrativă), dar nu este clasificată ca ocupație profesională, cum este cazul de internilor/internelor din domesticele gospodării (fiind un regim de activitate semi-formal, informal, și de la informal în jos). Nici "munca pe cont propriu" (activitatea lucrativă autonomă) a persoanelor care oferă diverse servicii altor persoane fizice sau unor organizații (care manifestă anumite nevoi) nu intră la capitolul muncă legal salariată.